# Hal Haig Prieste
Hal Haig Prieste (anglès: Haig Prieste)  (Fresno, 23 de novembre de 1896 - Camden, 19 d'abril de 2001), i conegut també com a Harry Prieste, fou un saltador nord-americà, guanyador d'una medalla olímpica.

## Biografia
Va néixer el 23 de novembre de 1896 a la ciutat de Fresno, població situada a l'estat de Califòrnia (Estats Units), en una família d'arrels armènies. El seu cognom originari era "Keshishian", però els seus pares el canviaren en arribar als Estats Units, i el mateix Haig es canvià el nom primer a "Harry" i posteriorment a "Hal".
Morí el 19 d'abril de 2001 a la seva residència de Camden, població situada a l'estat de Nova Jersey, a l'edat de 104 anys.

## Carrera esportiva
Va participar, als 23 anys, als Jocs Olímpics d'Estiu de 1920 realitzats a Anvers (Bèlgica), on va aconseguir guanyar la medalla de bronze en la plataforma de 3/10 metres. També participà en la plataforma de 5/10 metres, on fou eliminat en primera ronda al finalitzar quart en la seva sèrie. En finalitzar aquests Jocs, induït per Duke Kahanamoku, es quedà la Bandera Olímpica i la conservà en secret a casa seva. Prieste retornà, als 103 anys, la bandera al Comitè Olímpic Internacional (COI) en una cerimònia especial realitzada durant els Jocs Olímpics d'Estiu de 2000 realitzats a Sydney (Austràlia), i actualment es conserva al Museu Olímpic de Laussana (Suïssa).
En el moment de morir als 104 anys Prieste era l'atleta de major edat viu.